# لیوزنا
لیوزنا (به لاتین: Liozna) یک منطقهٔ مسکونی در بلاروس است که در منطقه ویتبسک واقع شده‌است. لیوزنا ۶٬۶۸۸ نفر جمعیت دارد و ۱۹۳ متر بالاتر از سطح دریا واقع شده‌است.